# Charaxes calliclea
Charaxes calliclea är en fjärilsart som beskrevs av Smith 1889. Charaxes calliclea ingår i släktet Charaxes och familjen praktfjärilar. Inga underarter finns listade i Catalogue of Life.